# バレーボールモーリシャス男子代表
バレーボールモーリシャス男子代表は、バレーボールの国際大会で編成されるモーリシャスの男子バレーボールナショナルチームである。
1959年に国際バレーボール連盟へ加盟。

## 過去の成績

### オリンピックの成績
- 出場なし

### 世界選手権の成績
- 2006年 - アフリカ予選敗退
- 2010年 - アフリカ予選敗退

### アフリカ選手権の成績
- 2001年 - 4位